# Quesada (Jaén)
Quesada ist ein kleines Bergstädtchen und eine aus dem Hauptort, drei Dörfern (Belerda, Collejares, El Cortijuelo und Los Rosales) sowie mehreren Weilern (aldeas) und Einzelgehöften bestehende Gemeinde (municipio) mit insgesamt 4.952 Einwohnern (Stand: 2024) im Süden der Provinz Jaén in der autonomen Region Andalusien. 

## Lage
Quesada liegt teilweise im Naturpark Sierras de Cazorla, Segura y Las Villas in einer Höhe von ca. 675 m ü. d. M. Die Entfernung zur Provinzhauptstadt Jaén beträgt knapp 75 km (Fahrtstrecke) in westlicher Richtung. Das Klima im Winter ist gemäßigt, im Sommer dagegen warm bis heiß; die geringen Niederschlagsmengen (ca. 465 mm/Jahr) fallen – mit Ausnahme der nahezu regenlosen Sommermonate – verteilt übers ganze Jahr.

## Bevölkerungsentwicklung
| Jahr      | 1970   | 1980  | 1990  | 2000  | 2010  | 2020  |
| Einwohner | 11.559 | 7.460 | 6.564 | 6.006 | 5.875 | 5.163 |

## Sehenswürdigkeiten
- Cueva del Agua de Tíscar Naturmonument seit 2019
- Heiligtum der Jungfrau von Tiscar
- Peter-und-Paul-Kirche
- Museum Zabaleta
- Rathaus

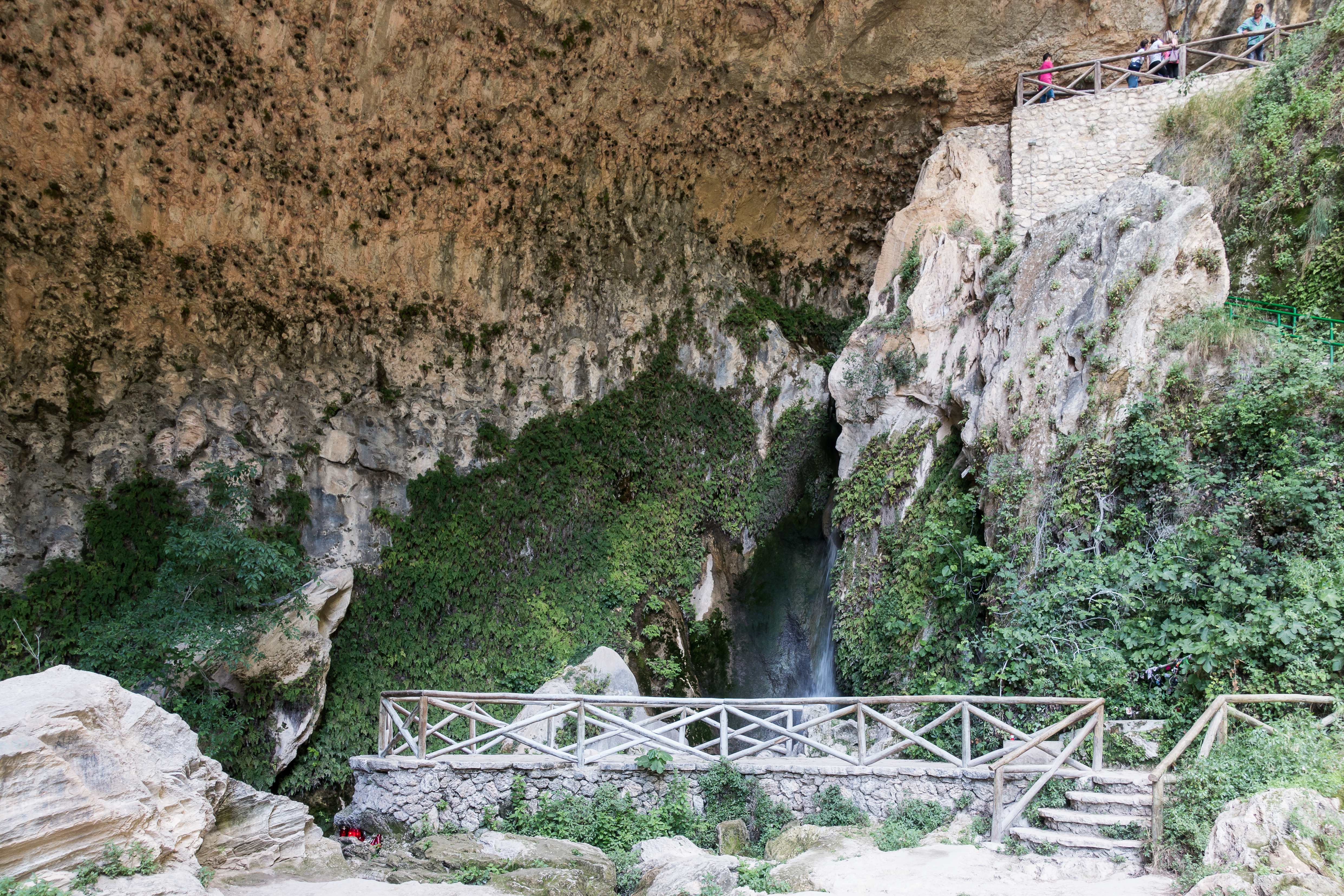
Naturmonument
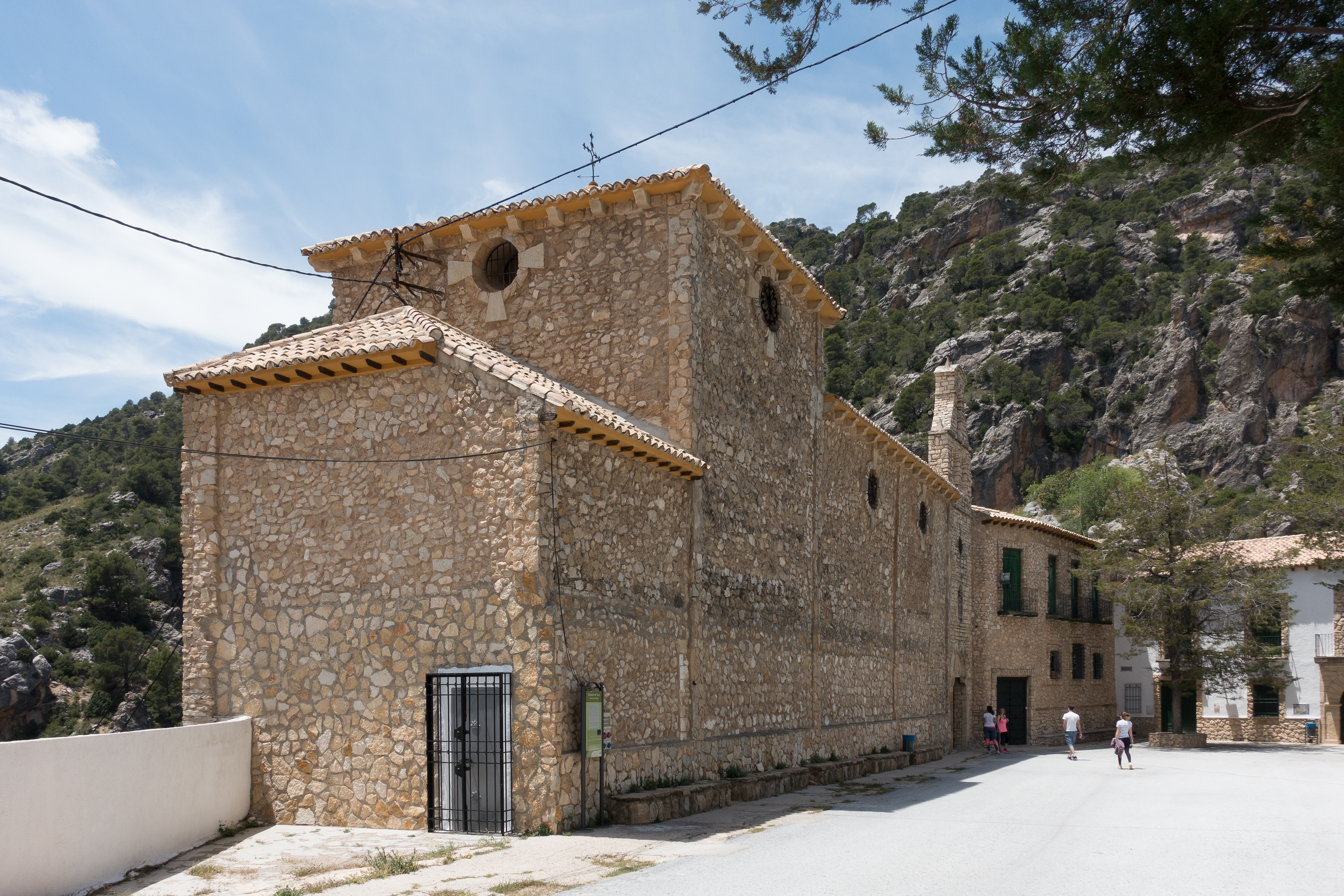
Heiligtum von Tiscar
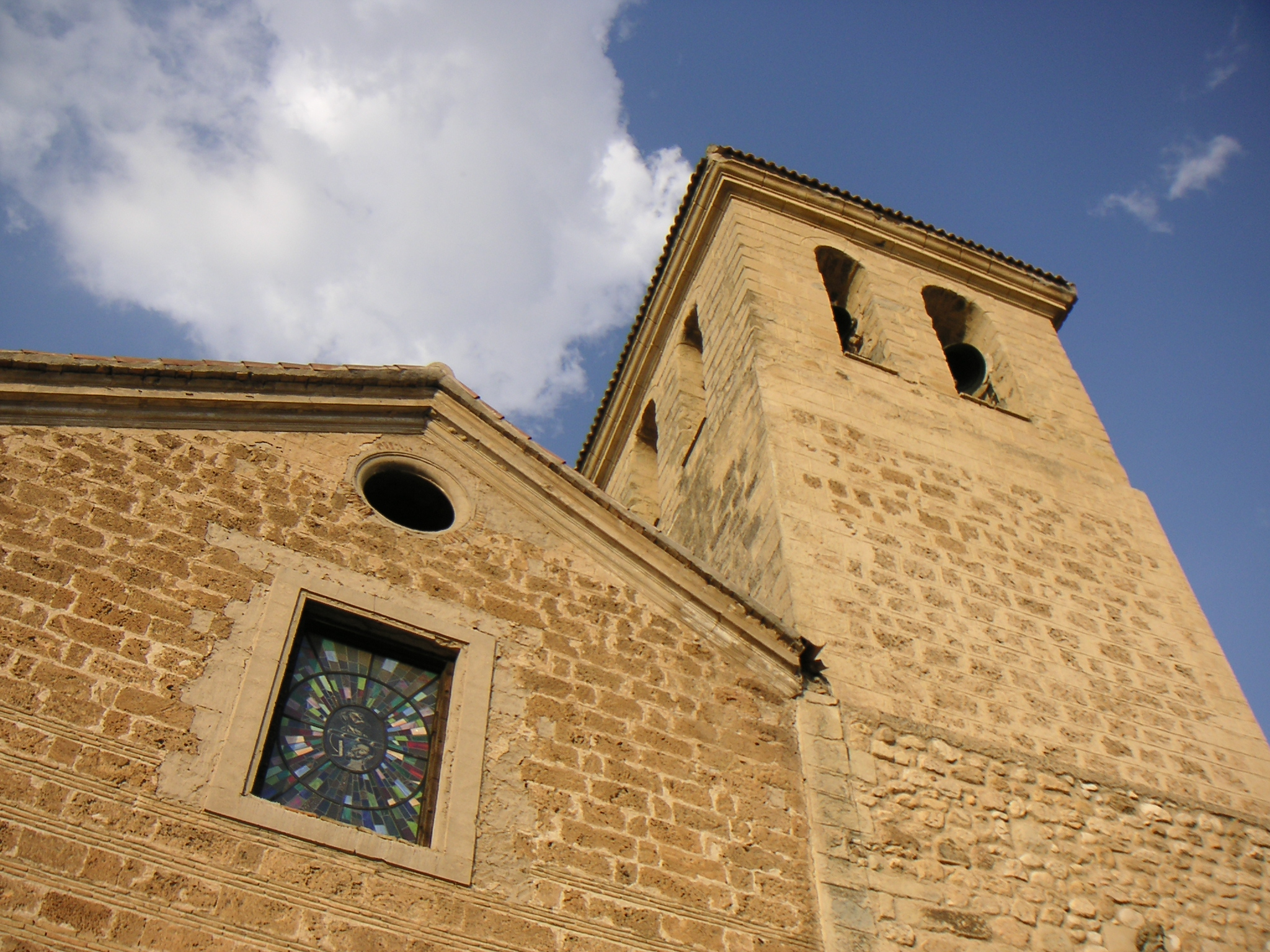
Peter-und-Paul-Kirche
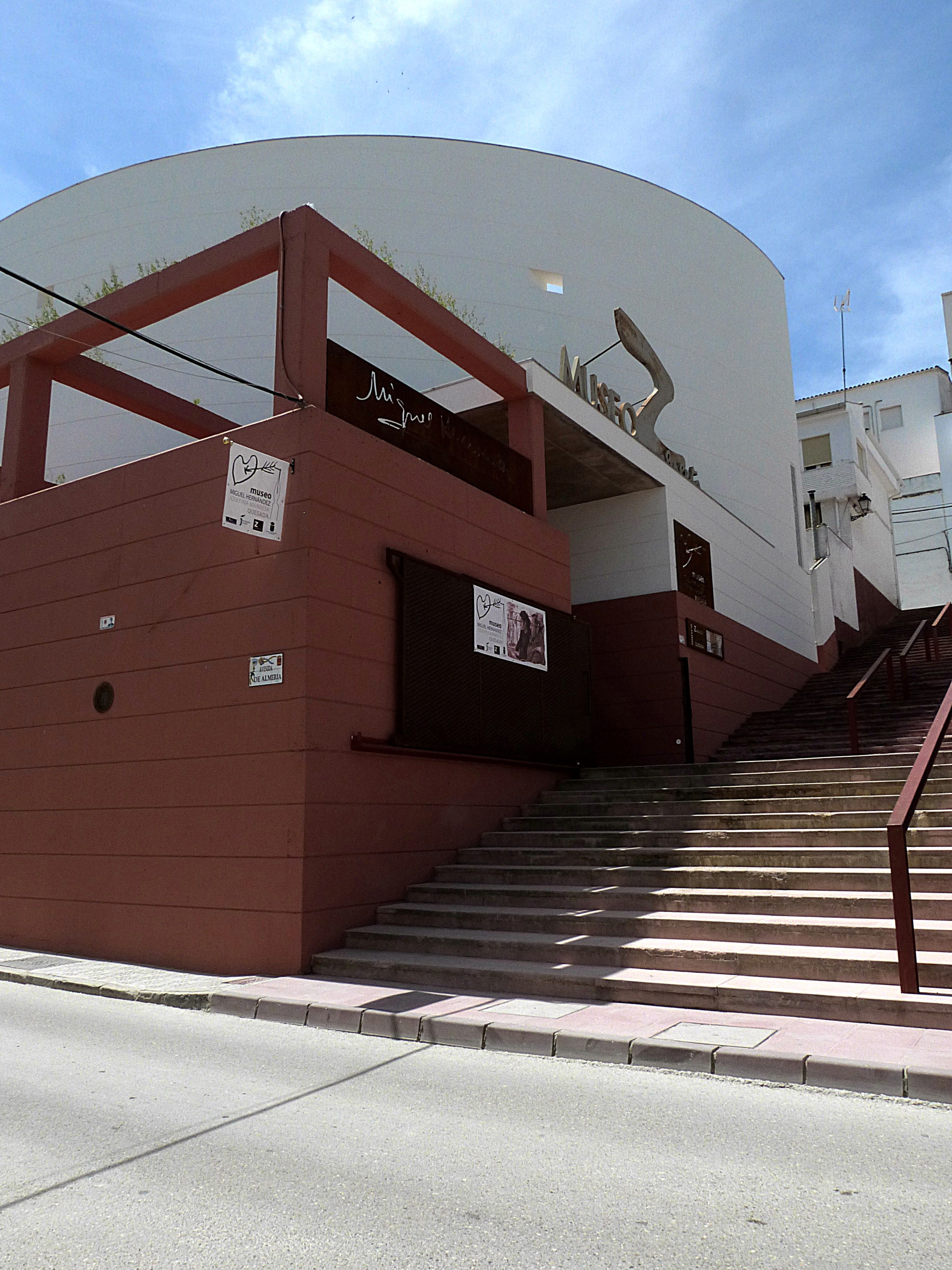
Museum Zabaleta
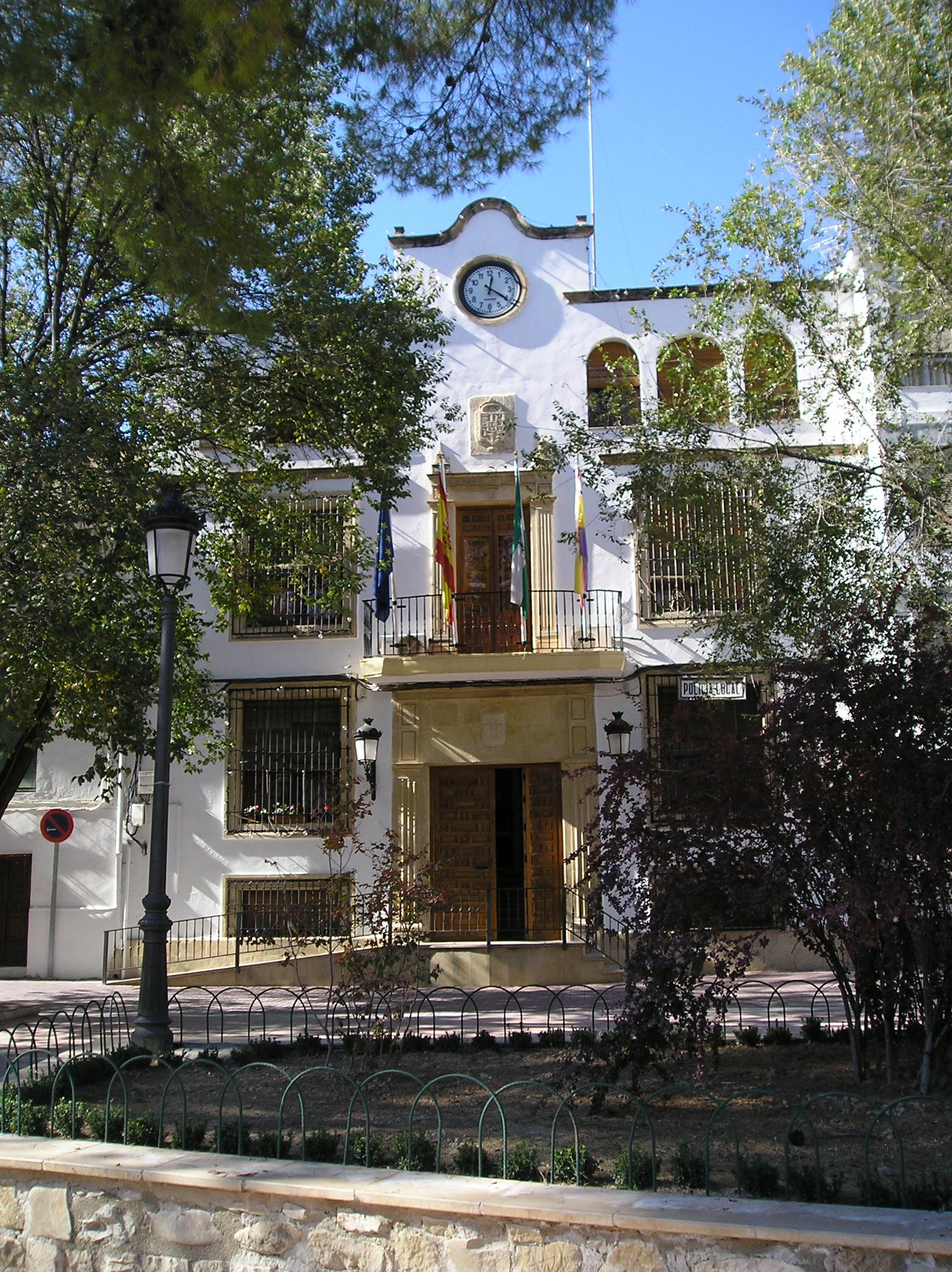
Rathaus

## Gemeindepartnerschaft
Mit der spanischen Gemeinde Villajoyosa in der Provinz Alicante (Valencia) besteht seit 2018 eine Partnerschaft. 

## Persönlichkeiten
- Rafael Zabaleta (1907–1960), Maler
- Juan Sánchez (* 1938), Radrennfahrer